# Ирма (коммуна)
Ирма (итал. Irma, ломб. Ìrma) — коммуна в Италии, в провинции Брешиа области Ломбардия.
Население составляет 155 человек (2008), плотность населения составляет 35 чел./км². Занимает площадь 4 км². Почтовый индекс — 25061. Телефонный код — 030.
Покровителем коммуны почитается Пресвятая Троица, празднование 8 мая.

## Демография
Динамика населения:

## Администрация коммуны
- Официальный сайт: